# Wallace Records
La Wallace Records è un'etichetta discografica indipendente italiana, fondata nel 1999 a Trezzano Rosa dall'iniziativa del produttore Mirko Spino.  Ispirata all'esperienza delle etichette statunitensi post-punk degli anni ottanta, come Dischord e Touch & Go, la Wallace Records si distingue per una maggiore attenzione per la sperimentazione e all'indipendenza artistica e commerciale rispetto alla ricerca del successo di vendite.
I best seller dell'etichetta sono stati Sentimento westernato di Bugo, llu ogod ellat rhagedia (Ustrainhustri) degli A Short Apnea e i primi due dischi dei Rosolina Mar, che hanno venduto all'incirca mille e cinquecento copie. Altri artisti molto apprezzati sono Zu (che hanno collaborato anche con Mike Patton), One Dimensional Man, Fuzz Orchestra, Bologna Violenta, Bachi da Pietra, Uochi Toki, I Camillas, Damo Suzuki, OvO, Tasaday.
Il disco La chiave del 20 di Uochi Toki ed Eterea Post Bong Band è stato giudicato dal PIMI uno dei migliori dischi indipendenti del 2007.

## Distribuzione
I dischi dell'etichetta vengono distribuiti in Italia da Audioglobe, negli USA da Stickfigure, nel Benelux da Mandai, da TownTone in Giappone, in Repubblica Ceca da Minority Czech, in Polonia da Ars2 e nel Regno Unito da Recomended UK..

## Esordio
L’etichetta nasce nel 1999 dall’idea di pubblicare un vinile in 10” split tra Jinx, One Dimensional Man, Six Minute War Madness e Three Second Kiss. Considerata l’impossibilità di questi ultimi di avere materiale disponibile in tempi brevi, la compilation viene estesa ad altre band attive in quel periodo e facenti parte del circuito underground affine all’etichetta. Nasce in questo modo la compilation Tracce.

## Serie
L’etichetta ha pubblicato quattro diverse serie, accomunate da concept e grafiche dedicate.
La prima è la wallaceMailSeries, nasce nel 2003 ed e pubblicata in dieci CD da 8cm, in confezione ispirata ad una busta postale. La grafica del CD è identica su un lato, con la sola variazione del numero di catalogo, e con grafica dedicata sull’altro. Alcuni dei progetti pubblicati in questa serie sono stati solo studio-project mentre altri hanno avuto seguito nel catalogo Wallace Records come EAReNOW, Claudio Rocchetti, The Shipwreck Bag Show, Polvere.
Nel 2003 esce anche la serie Po Box 52 Series composta da 6 CD, comprendenti musiche cantate e suonate da 31 band differenti, per una durata totale di 360 minuti. La selezione delle band è stata fatta partendo dai demo giunti alla casella postale dell’etichetta nei primi anni, la Casella Postale 52 di Trezzano Rosa.
Alcune delle band selezionate sono diventate poi band del catalogo ufficiale Wallace Records: Rosolina Mar, Taras Bul’ba, Claudio Rocchetti, The Hutchinson.
La terza serie è pubblicata in vinile 10” e nasce in collaborazione con il progetto Sound Metak di Xabier Iriondo: la Phonometak series. Si tratta di 10 split album tra artisti in contatto con la label e con lo stesso Iriondo, alcuni dei quali hanno performato presso il negozio: Damo Suzuki, On Fillmore, Zu, Sinistri, Iceburn, Ovo, Scarnella, Lukas Ligeti, Mats Gustafsson, Talibam!.
La quarta serie in ordine cronologico (2016) è una serie estemporanea digitale, le Wallace Sessions. Per 12 mesi, artisti del catalogo hanno messo a disposizione, per un mese ognuno, registrazioni live, demo ed anche inediti, in free download.

## Artisti principali
- 1 Kilo of Black Bondage
- 3tons
- A Short Apnea
- Agatha
- Almandino Quite Deluxe
- Anatrofobia
- Arrington De Dionyso Quartet
- Bachi da pietra
- Black Engine
- Bron y Aur
- Bugo
- Bz Bz Ueu
- Bologna Violenta
- Andrea Caccia
- Camillas
- Cardosanto
- Mattia Coletti
- Dalek
- Damo Suzuki's Network
- Dead Like Me
- Dogon
- Dune
- EAReNOW
- Eterea Post Bong Band
- Fuzz Orchestra
- Gebbia/Ligeti/Pupillo
- Gerda
- Germanotta Youth
- Gianni Gebbia
- Gianni Mimmo/Xabier Iriondo
- Giovanni Succi
- Gli Ebrei
- Hell Demonio
- Hofame
- Hysm?Duo
- Il Lungo Addio
- Jasminshock
- Jealousy Party
- L'Enfance Rouge
- Larkin Grimm and Rosolina Mar
- Leg Leg
- Lukas Ligeti
- Madrigali Magri
- Makhno
- Maria Mesch
- Massimo Pupillo
- Meteor
- Microapocalypse
- Miguel Ángel Martín
- Mir
- Miss Massive Snowflake
- Mulu
- On Fillmore
- Old Time Relijun
- One Dimensional Man
- OvO
- Oxbow
- Paolo Cantù
- Permanent Fatal Error
- Plasma Expander
- Polvere
- Quasiviri
- R.U.N.I.
- Rinunci a Satana?
- Claudio Rocchetti
- Rollerball
- Rosolina Mar
- Satantango
- Sedia
- Sinistri
- Six Minute War Madness
- Squarcicatrici
- Tasaday
- Taras Bul'ba
- The Connie Capri Organ Ch.O.
- The Hutchinson
- The Pornography
- The Rambo
- The Shipwreck Bag Show
- UltraviXen
- Uncode Duello
- Uochi Toki
- Uzrujan
- White Tornado
- X-Mary
- Xabier Iriondo
- Zu